# Clase Mini

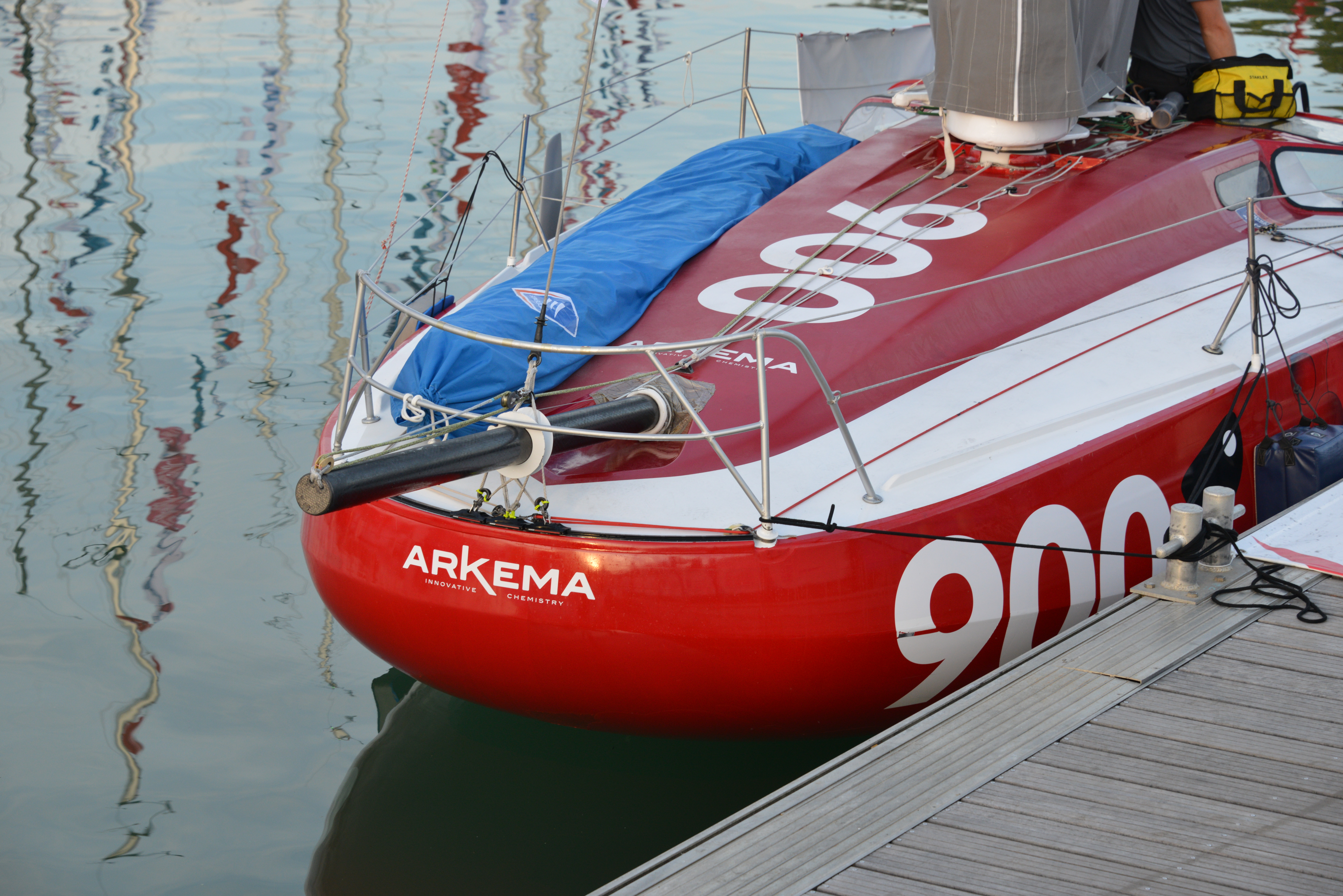
Proa del prototipo "Arkema".

La Clase Mini es una clase de monotipos de regata especialmente diseñados para regatas de altura. Su organismo rector es la asociación de la clase "Voile 6.50", fundada en 1984, que define cada una de sus categorías: Prototipos (barcos one-of) y de Serie (mínimo 10 unidades construidas).

## Historia
Tiene su origen en los yates de 6,5 me de eslora que participaron en la primera edición de la Transat 6.50 en 1977. Desde 1994, la clase ha registrado 953 barcos, incluidos 294 Prototipos. No menos de 140 arquitectos han realizado 19 diseños originales para barcos de Serie. Son los Prototipos los que han marcado la evolución de la clase, gracias a unas reglas de medición muy abiertas, que ha permitido importantes innovaciones tecnológicas, desde la quilla oscilante a los foils, y en los últimos años incluso las proas redondas inspiradas en los scows.